# Kavarna Astoria (film)
Kavarna Astoria je slovenski dramski film iz leta 1989 v režiji Jožeta Pogačnika po scenariju Žarka Petana. 
Filmsko dogajanje je postavljeno v Maribor od vzdušja pred začetkom druge svetovne vojne do življenja po osvoboditvi. Film prikazuje tako socialno, kot tudi nacionalno diferenciacijo predvojnega Maribora. Astoria je kavarna v središču Maribora, ki je bila središče družabnega življenja. 
Januarja 2013 so bili originalni trakovi filma najdeni na ORF in vrnjeni Slovenskemu filmskemu arhivu.

## Igralci
- Janez Hočevar - Rifle kot oče
- Lidija Kozlovič kot mati
- Branko Šturbej kot Branko
- Igor Jalušič kot mali Branko
- Nataša Tič Ralijan kot Janja
- Ludvik Bagari kot Kugla
- Branko Drobnik kot mala Kugla
- Aleš Valič kot Tone
- Vlado Novak kot Rudi
- Roman Končar kot Ivan
- Vladimir Jurc kot modrec
- Anton Petje kot Wagner
- Isabela Albrecht kot ga. Wagner
- Brane Grubar kot provokator
- Ivo Ban kot Baumann
- Andrej Kurent kot tovariš predsednik
- Bine Matoh kot višji agent Udbe
- Srečo Špik kot podpolkovnik
- Boris Juh kot profesor Lamez
- Peter Bostjancic kot Klas
- Demeter Bitenc kot Medenik
- Danilo Boštjančič kot predsednik
- Marjan Hlastec kot Krautkonig
- Rudo Pavalec kot komisar
- Ljerka Belak kot teta Mica
- Sandi Krošl kot Wrabetz
- Stane Potisk kot pastor
- Anica Veble kot jahačica
- Darja Reichman kot Sonja
- Judita Zidar kot partizanka
- Maja Sever kot partizanka
- Violeta Tomič kot partizanka
- Dare Hering kot pevka
- Andrej Nahtigal kot policist
- Božo Vovk kot policist
- Marko Simčič kot poročnik
- Peter Ternovšek kot agent Udbe 1
- Dario Varga kot agent Udbe 2
- Borut Veselko kot Marko
- Irena Varga kot sobarica
- Lenča Ferenčak kot Marica
- Mirko Podjed kot predsednik volilnega odbora
- Janez Vunšek kot reševalec
- Brane Ivanc kot pevec
- Marijan Hinteregger kot študent